# نشریه داخلی
نشریهٔ داخلی (انگلیسی: House organ) نشریهای دوره‌ای است که توسط یک شرکت یا سازمان برای مشتریان، کارمندان، اعضای اتحادیه، اهالی بخش، اعضای حزب سیاسی و غیره منتشر می‌شود.